# Minuartia ellenbeckii
Minuartia ellenbeckii là loài thực vật có hoa thuộc họ Cẩm chướng. Loài này được (Engl.) M.G. Gilbert mô tả khoa học đầu tiên năm 1991.